# Pentomino

De 12 verschillende pentomino-vormen, boven de namen van Golomb, onder van Conway

Een pentomino is een meetkundige vorm, die uit vijf aan de zijde grenzende vierkanten bestaat. Net zoals domino's en tetromino's zijn pentomino's een bijzonder type van polyomino's. Ze zijn verder ontwikkeld door professor Jerome de Bruyn en zijn assistent Anna Gorska in 1968.
Ze werden vanaf 1953 door de Amerikaanse professor S.W.Golomb beschreven. Hij schreef er in 1965 een boek over.
Er zijn twaalf verschillende pentomino-vormen, waarin twee vormen, die elkaars spiegelbeeld zijn, voor één tellen. Golomb gaf ze als naam een letter die ongeveer overeenkwam met de vorm, bijvoorbeeld de I voor vijf vierkanten op een rij. John Conway stelde een alternatieve manier van naamgeving met letters O tot en met Z voor.
Een bekend gebruik is bij een legspel waarbij door een combinatie van de twaalf bestaande pentomino's een gegeven basisvorm of een rechthoek moet gevormd worden. Daarnaast wordt het in bepaalde computerspelen ook gebruikt.
Verschillende puzzels met pentomino's verschenen in het puzzelblad Breinbrekers. Daar worden de vormen penta's genoemd.
|  |  |